# خورشیدگرفتگی ۳۱ اوت ۱۹۳۲
خورشیدگرفتگی ۳۱ اوت ۱۹۳۲ (به انگلیسی: Solar eclipse of August 31, 1932) یک خورشیدگرفتگی از نوع خورشیدگرفتگی کامل است. این خورشیدگرفتگی در تاریخ ۳۱ اوت ۱۹۳۲ میلادی (‎۹ شهریور ۱۳۱۱ خورشیدی) روی داد که زمان اوج آن، ساعت ۲۰:۰۳:۴۱ به‌وقت ساعت هماهنگ جهانی بوده‌است. مدت زمان و طول این خورشیدگرفتگی ۱ دقیقه و ۴۵ ثانیه بود.